# Johan Welin
Johan Welin, född omkring 1705 i Satakunta, död 31 januari 1744 i Paris, var en finländsk filosof och matematiker. 
Welin blev 1729 filosofie magister i Åbo och 1732 assistent i filosofi. Han var den förste som förde fram filosofen Christian Wolffs tankar vid Kungliga Akademien i Åbo. Welin var känd som en god föreläsare och utnämndes 1738 till professor i logik och metafysik, men kom aldrig att sköta denna tjänst. Han vistades tidvis i Stockholm 1733–1737, och inledde 1737 ett kringvandrande liv i Europa. Han besökte bland andra Christian Wolff i Marburg och uppehöll sig i Paris och i London, där han 1741 som förste finländare blev ledamot av Royal Society. Han avled enligt uppgift vid en brand i Paris. Welin sägs ha talat sju språk; han var en av de första som påvisade släktskapen mellan finska och ungerska.